# Atletismo nos Jogos Olímpicos de Verão de 2024 - Maratona feminina
A prova da maratona feminina do atletismo nos Jogos Olímpicos de Verão de 2024 ocorreu em 11 de agosto de 2024 num percurso ao longo de Paris, com início no Hôtel de Ville e final no Les Invalides. Um total de 91 atletas de 47 Comitês Olímpicos Nacionais (CON) participaram do evento.
A medalha de ouro ficou com Sifan Hassan, atleta neerlandesa nascida da Etiópia, que estabeleceu o novo recorde olímpico da prova (2h22m55s) e conquistou sua terceira medalha olímpica em Paris. Nos Jogos Olímpicos anteriores, ela também conquistou medalhas nas três provas que disputou. A prata ficou com a atleta etíope Tigst Assefa (2h22m58s) e o bronze foi para a queniana Hellen Obiri (2h23m10s).

## Qualificação
Para os Jogos de Paris, a World Athletics estreou um novo sistema de qualificação antes dos Jogos. Cada Comitê Olímpico Nacional (CON) seria elegível para enviar três atletas para competir na maratona; no entanto, cada vaga deveria ser "desbloqueada" de uma das três maneiras entre 1 de novembro de 2022 e 30 de abril de 2024. Para desbloquear vagas garantidas para seu CON, as atletas deveriam correr abaixo de 2h26min50s em uma corrida qualificada dentro do período de tempo determinado. As atletas também poderiam desbloquear uma vaga para seu país ficando entre as cinco primeiras em uma corrida de nível platina da World Athletics ou alcançando uma classificação alta o suficiente no ranking mundial. Os rankings mundiais foram usados para preencher quaisquer inscrições não alocadas para vagas desbloqueadas por tempo. Depois que as vagas fossem desbloqueadas para um CON, esta poderia selecionar atletas para preencher suas vagas como achasse adequado. Embora qualquer atleta pudesse ser designado para uma vaga desbloqueada, ela deveria ter atingido pelo menos o "Tempo de Realocação de Cota" de 2h11min30s.
Os CONs também poderiam usar um lugar de universalidade na maratona. Qualquer CON sem atleta qualificada poderia inscrever sua corredora mais bem classificada na maratona, independentemente dos padrões de qualificação.

## Calendário
Horário local (UTC+2)
| Data                 | Horário | Fase  |
| -------------------- | ------- | ----- |
| 11 de agosto de 2024 | 8:00    | Final |

## Medalhistas
| Ouro   | NED Sifan Hassan |
| Prata  | ETH Tigst Assefa |
| Bronze | KEN Hellen Obiri |

## Recordes
Antes desta competição, os recordes mundiais e olímpicos da prova eram os seguintes:
| Tipo | Atleta       | Tempo   | Local   | Data                   |
| ---- | ------------ | ------- | ------- | ---------------------- |
|      | Tigst Assefa | 2:11:53 | Berlim  | 24 de setembro de 2023 |
|      | Tiki Gelana  | 2:23:07 | Londres | 5 de agosto de 2012    |

### Por região
| Área                               | Atleta                  | Tempo   |
| ---------------------------------- | ----------------------- | ------- |
| África                             | Tigst Assefa (ETH)      | 2:11:53 |
| Ásia                               | Honami Maeda (JPN)      | 2:18:59 |
| Europa                             | Sifan Hassan (NED)      | 2:13:44 |
| América do Norte, Central e Caribe | Emily Sisson (USA)      | 2:18:29 |
| Oceania                            | Sinead Diver (AUS)      | 2:21:34 |
| América do Sul                     | Florencia Borelli (ARG) | 2:24:18 |

## Resultados

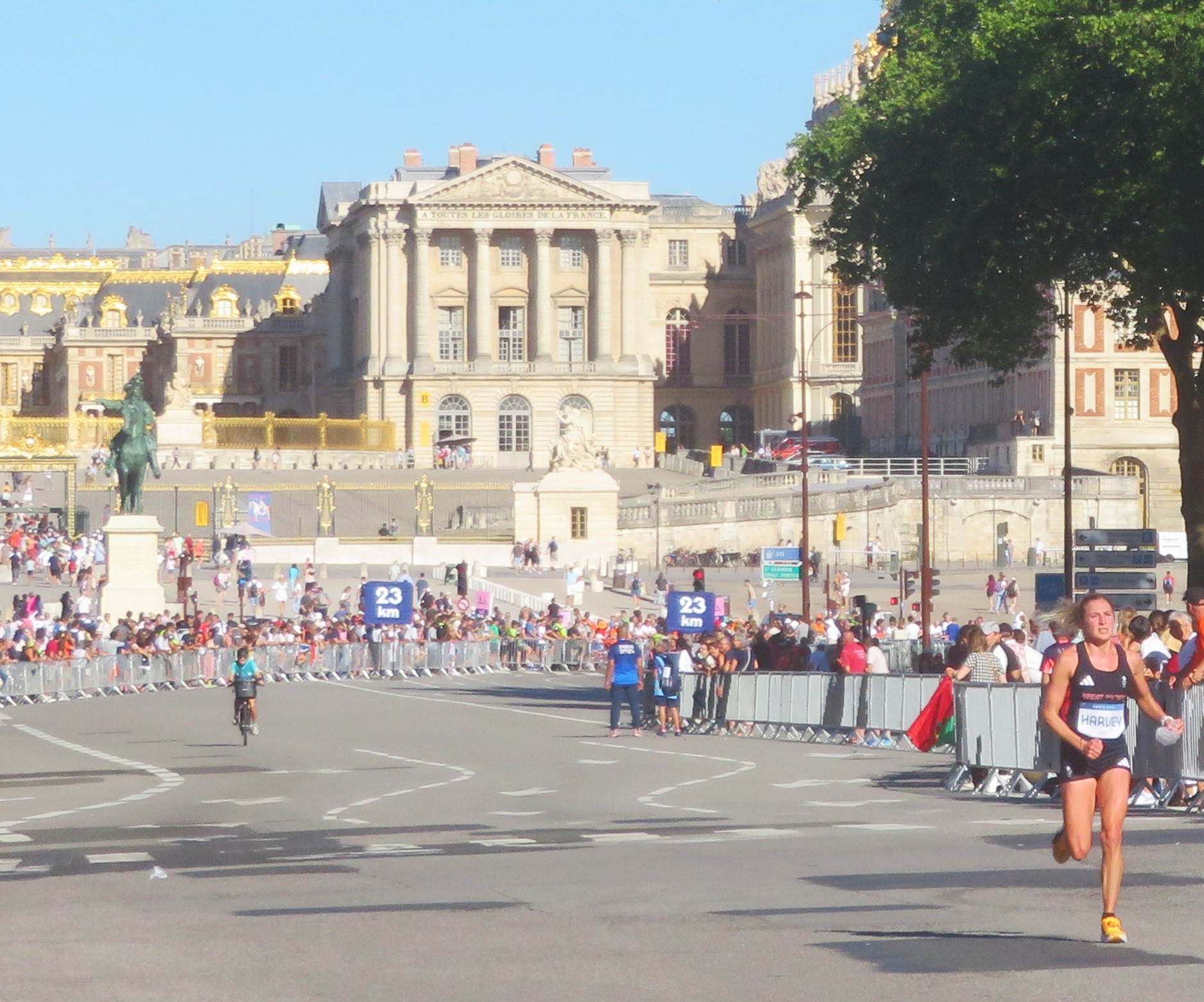
Rose Harvey passa pelo Palácio de Versalhes, refazendo a rota da Marcha sobre Versalhes

A prova ocorreu em 11 de agosto, começando às 8h00 locais.
| Pos.              | Atleta                      | CON                | Tempo   | Diferença | Notas                |
| ----------------- | --------------------------- | ------------------ | ------- | --------- | -------------------- |
| Medalha de ouro   | Sifan Hassan                | NED Países Baixos  | 2:22:55 | –         | Recorde olímpico     |
| Medalha de prata  | Tigst Assefa                | ETH Etiópia        | 2:22:58 | +0:03     |                      |
| Medalha de bronze | Hellen Obiri                | KEN Quênia         | 2:23:10 | +0:15     | Recorde pessoal      |
| 4                 | Sharon Lokedi               | KEN Quênia         | 2:23:14 | +0:19     | Recorde pessoal      |
| 5                 | Amane Beriso Shankule       | ETH Etiópia        | 2:23:57 | +1:02     |                      |
| 6                 | Yuka Suzuki                 | JPN Japão          | 2:24:02 | +1:07     | Recorde pessoal      |
| 7                 | Delvine Relin Meringor      | ROU Romênia        | 2:24:56 | +2:01     | Recorde da temporada |
| 8                 | Stella Chesang              | UGA Uganda         | 2:26:01 | +3:06     |                      |
| 9                 | Lonah Chemtai Salpeter      | ISR Israel         | 2:26:08 | +3:13     | Recorde da temporada |
| 10                | Eunice Chumba               | BRN Bahrein        | 2:26:10 | +3:15     |                      |
| 11                | Fatima Ezzahra Gardadi      | MAR Marrocos       | 2:26:30 | +3:35     |                      |
| 12                | Dakotah Lindwurm            | USA Estados Unidos | 2:26:44 | +3:49     |                      |
| 13                | Jessica Stenson             | AUS Austrália      | 2:26:45 | +3:50     |                      |
| 14                | Sardana Trofimova           | KGZ Quirguistão    | 2:26:47 | +3:52     | Recorde nacional     |
| 15                | Peres Jepchirchir           | KEN Quênia         | 2:26:51 | +3:56     |                      |
| 16                | Fabienne Schlumpf           | SUI Suíça          | 2:28:10 | +5:15     | Recorde da temporada |
| 17                | Majida Maayouf              | ESP Espanha        | 2:28:35 | +5:40     | Recorde da temporada |
| 18                | Thalia Valdivia             | PER Peru           | 2:29:01 | +6:06     |                      |
| 19                | Hanne Verbruggen            | BEL Bélgica        | 2:29:03 | +6:08     | Recorde da temporada |
| 20                | Mekdes Woldu                | FRA França         | 2:29:20 | +6:25     | Recorde da temporada |
| 21                | Florencia Borelli           | ARG Argentina      | 2:29:29 | +6:34     |                      |
| 22                | Helen Bekele Tola           | SUI Suíça          | 2:29:43 | +6:48     |                      |
| 23                | Emily Sisson                | USA Estados Unidos | 2:29:53 | +6:58     |                      |
| 24                | Genevieve Gregson           | AUS Austrália      | 2:29:56 | +7:01     | Recorde da temporada |
| 25                | Meritxell Soler             | ESP Espanha        | 2:29:56 | +7:01     |                      |
| 26                | Tereza Hrochová             | CZE Chéquia        | 2:30:00 | +7:05     |                      |
| 27                | Citlali Cristian            | MEX México         | 2:30:03 | +7:08     | Recorde da temporada |
| 28                | Fionnuala McCormack         | IRL Irlanda        | 2:30:12 | +7:17     | Recorde da temporada |
| 29                | Domenika Mayer              | GER Alemanha       | 2:30:14 | +7:19     |                      |
| 30                | Sofiia Yaremchuk            | ITA Itália         | 2:30:20 | +7:25     | Recorde da temporada |
| 31                | Mokulubete Makatisi         | LES Lesoto         | 2:30:20 | +7:25     | Recorde pessoal      |
| 32                | Cian Oldknow                | RSA África do Sul  | 2:30:29 | +7:34     |                      |
| 33                | Zhanna Mamazhanova          | KAZ Cazaquistão    | 2:30:51 | +7:56     |                      |
| 34                | Tigist Gashaw               | BRN Bahrein        | 2:30:53 | +7:58     |                      |
| 35                | Malindi Elmore              | CAN Canadá         | 2:31:08 | +8:13     | Recorde da temporada |
| 36                | Aleksandra Lisowska         | POL Polônia        | 2:31:10 | +8:15     | Recorde da temporada |
| 37                | Irvette van Zyl             | RSA África do Sul  | 2:31:14 | +8:19     | Recorde da temporada |
| 38                | Laura Hottenrott            | GER Alemanha       | 2:31:19 | +8:24     | Recorde da temporada |
| 39                | Kaoutar Farkoussi           | MAR Marrocos       | 2:31:34 | +8:39     |                      |
| 40                | Magdalena Shauri            | TAN Tanzânia       | 2:31:58 | +9:03     | Recorde da temporada |
| 41                | Daiana Ocampo               | ARG Argentina      | 2:32:02 | +9:07     |                      |
| 42                | Esther Navarrete            | ESP Espanha        | 2:32:07 | +9:12     |                      |
| 43                | Rose Chelimo                | BRN Bahrein        | 2:32:08 | +9:13     |                      |
| 44                | Rebecca Cheptegei           | UGA Uganda         | 2:32:14 | +9:19     | Recorde da temporada |
| 45                | Gerda Steyn                 | RSA África do Sul  | 2:32:51 | +9:56     | Recorde da temporada |
| 46                | Clara Evans                 | GBR Grã-Bretanha   | 2:33:01 | +10:06    | Recorde da temporada |
| 47                | Galbadrakhyn Khishigsaikhan | MGL Mongólia       | 2:33:26 | +10:31    |                      |
| 48                | Bayartsogtyn Mönkhzayaa     | MGL Mongólia       | 2:33:27 | +10:32    |                      |
| 49                | Maor Tiyouri                | ISR Israel         | 2:33:37 | +10:42    |                      |
| 50                | Anne Luijten                | NED Países Baixos  | 2:33:42 | +10:47    |                      |
| 51                | Mao Ichiyama                | JPN Japão          | 2:34:13 | +11:18    | Recorde da temporada |
| 52                | Carolina Wikström           | SWE Suécia         | 2:34:20 | +11:25    |                      |
| 53                | Mary Zenaida Granja         | ECU Equador        | 2:34:34 | +11:39    |                      |
| 54                | Marie Perrier               | MRI Maurício       | 2:34:56 | +12:01    | Recorde da temporada |
| 55                | Julia Mayer                 | AUT Áustria        | 2:35:14 | +12:19    |                      |
| 56                | Gladys Tejeda               | PER Peru           | 2:35:36 | +12:41    | Recorde da temporada |
| 57                | Susana Santos               | POR Portugal       | 2:35:57 | +13:02    | Recorde da temporada |
| 58                | Dolshi Tesfu                | ERI Eritreia       | 2:36:30 | +13:35    | Recorde da temporada |
| 59                | Zhang Deshun                | CHN China          | 2:36:47 | +13:52    |                      |
| 60                | Camille French              | NZL Nova Zelândia  | 2:37:21 | +14:26    |                      |
| 61                | Silvia Ortiz                | ECU Equador        | 2:37:23 | +14:28    | Recorde da temporada |
| 62                | Luz Mery Rojas              | PER Peru           | 2:37:24 | +14:29    |                      |
| 63                | Margarita Hernández         | MEX México         | 2:37:24 | +14:29    | Recorde da temporada |
| 64                | Angelika Mach               | POL Polônia        | 2:37:56 | +15:01    | Recorde da temporada |
| 65                | Camilla Richardsson         | FIN Finlândia      | 2:38:02 | +15:07    | Recorde da temporada |
| 66                | Moira Stewartová            | CZE Chéquia        | 2:38:07 | +15:12    | Recorde da temporada |
| 67                | Giovanna Epis               | ITA Itália         | 2:38:26 | +15:31    |                      |
| 68                | Helalia Johannes            | NAM Namíbia        | 2:38:36 | +15:41    |                      |
| 69                | Mercyline Chelangat         | UGA Uganda         | 2:39:40 | +16:45    | Recorde da temporada |
| 70                | Méline Rollin               | FRA França         | 2:40:17 | +17:22    |                      |
| 71                | Bojana Bjeljac              | CRO Croácia        | 2:41:13 | +18:18    | Recorde da temporada |
| 72                | Xia Yuyu                    | CHN China          | 2:42:10 | +19:15    |                      |
| 73                | Rosa Chacha                 | ECU Equador        | 2:42:14 | +19:19    |                      |
| 74                | Mélody Julien               | FRA França         | 2:42:32 | +19:37    | Recorde da temporada |
| 75                | Angie Orjuela               | COL Colômbia       | 2:42:57 | +20:02    | Recorde da temporada |
| 76                | Bai Li                      | CHN China          | 2:44:44 | +21:49    |                      |
| 77                | Clementine Mukandanga       | RWA Ruanda         | 2:45:40 | +22:45    | Recorde da temporada |
| 78                | Rose Harvey                 | GBR Grã-Bretanha   | 2:51:03 | +28:08    | Recorde da temporada |
| 79                | Santoshi Shrestha           | NEP Nepal          | 2:55:06 | +32:11    | Recorde pessoal      |
| 80                | Kinzang Lhamo               | BHU Butão          | 3:52:59 | +1:30:04  |                      |
| —                 | Matea Parlov Koštro         | CRO Croácia        | –       | 35 km     | DNF                  |
| —                 | Rahma Tahiri                | MAR Marrocos       | –       | 35 km     | DNF                  |
| —                 | Alemu Megertu               | ETH Etiópia        | –       | 25 km     | DNF                  |
| —                 | Chloé Herbiet               | BEL Bélgica        | –       | 25 km     | DNF                  |
| —                 | Calli Thackery              | GBR Grã-Bretanha   | –       | 25 km     | DNF                  |
| —                 | Rutendo Nyahora             | ZIM Zimbabwe       | –       | Metade    | DNF                  |
| —                 | Melat Yisak Kejeta          | GER Alemanha       | –       | 15 km     | DNF                  |
| —                 | Jackline Sakilu             | TAN Tanzânia       | –       | 15 km     | DNF                  |
| —                 | Joan Chelimo                | ROU Romênia        | –       | 10 km     | DNF                  |
| —                 | Sinead Diver                | AUS Austrália      | –       | Largada   | DNF                  |
| —                 | Fiona O'Keeffe              | USA Estados Unidos | –       | Largada   | DNF                  |

Legenda
| Recorde mundial      | Recorde mundial (World record)               |                       | Recorde africano                      | Recorde africano (African) |                                           | Q | Classificado por posição (Qualified) |
| Recorde olímpico     | Recorde olímpico (Olympic record)            | Recorde da América    | Recorde da América (Americas)         | q                          | Classificado por melhor tempo (Qualified) |   |                                      |
| Melhor marca do ano  | Melhor marca do ano (World leading)          | Recorde asiático      | Recorde asiático (Asian)              | DNS                        | Não largou (Did not start)                |   |                                      |
| Recorde nacional     | Recorde nacional (National record)           | Recorde europeu       | Recorde europeu (European)            | DNF                        | Não terminou (Did not finish)             |   |                                      |
| Recorde pessoal      | Recorde pessoal do atleta (Personal best)    | Recorde da Oceania    | Recorde da Oceania (Oceania)          | DSQ / DQ                   | Desclassificado (Disqualified)            |   |                                      |
| Recorde da temporada | Recorde da temporada do atleta (Season best) | Recorde sul-americano | Recorde sul-americano (South America) | NM                         | Sem marca (No mark)                       |   |                                      |